# Virus krpeljnog meningoencefalitisa
Virus krpeljnog meningoencefalitisa je RNK virus uzročnik bolesti krpeljni meningoencefalitis, koji pripada porodici flavivirusa (lat. Flaviviridae).
Serološki se mogu razlikovati dva podtipa virusa krpeljnog meningoencefalitisa: srednjoeuropski podtip i dalekoistočni podtip. Oba tipa mogu uzrokovati bolest.